# CMT (canal de televisão)
CMT é um canal de televisão por assinatura estadunidense de propriedade da Paramount Media Networks, uma divisão da Paramount Global. Lançado em 5 de março de 1983 como Country Music Television, a CMT foi o primeiro canal disponível nacionalmente dedicado à música country e videoclipes de música country, com sua programação também incluindo shows, especiais e biografias de artistas do gênero. Com o tempo, a programação da rede se expandiu para incorporar programas envolvendo estilo de vida e reality shows, minimizando seu foco na música country.
Em janeiro de 2018, aproximadamente 92 milhões de lares nos EUA (ou 76,9% dos 119,2 milhões de lares com televisão estimados pela Nielsen) recebiam o sinal da CMT. A sede do canal está localizada no One Astor Plaza, em Nova York, com escritórios também em Nashville, Tennessee.

## História

### Primeiros anos: 1983-1991
CMTV, uma sigla para Country Music Television, foi fundada por Glenn D. Daniels, proprietário da Video World Productions em Hendersonville, Tennessee. Daniels se associou à Telestar Corporation e ao banco de investimento Blinder Robinson & Company. Daniels também atuou como diretor de programação e o primeiro presidente da emissora. O canal foi lançado em 5 de março de 1983, às 18h19. O primeiro videoclipe a ser exibido no CMT foi o hit de 1971 de Faron Young, "It's Four in the Morning". No verão seguinte, a MTV entrou com um processo judicial por violação de marca sobre as iniciais CMTV e, assim, o canal mudou seu nome para simplesmente CMT.

### Era Gaylord: 1991-1997
Em 1991, a Opryland USA e sua proprietária Gaylord Entertainment Company adquiriram a CMT em um acordo de US$ 34 milhões. A emissora foi vendida por um grupo liderado pelo proprietário da emissora de rádio Robert Sillerman, o produtor musical James Guercio e Nyhl L Henson. A Opryland USA e a Gaylord também possuíam o principal concorrente da CMT, The Nashville Network. 
Em outubro de 1992, a CMT lançou seu primeiro canal internacional, CMT Europe, como parte do pacote Sky Multichannels. Em 1998, Gaylord relatou prejuízo de US$ 10 milhões com a filial européia e decidiu encerrá-la em 31 de março de 1998. Gaylord havia planejado aplicar o modelo de sucesso criado pelo canal E!, vendendo grandes blocos de programação para outros canais europeus, mas esses planos nunca ocorreram.
Em 1º de outubro de 1994, a CMT fez sua primeira grande mudança de formato, adicionando vários novos programas voltados para a música. Em 1995, a CMT deixou de exibir todos os videoclipes de artistas canadenses sem contratos de gravação nos EUA em resposta à substituição da emissora no Canadá pela New Country Network, com sede em Calgary, Alberta. Em março de 1996, a CMT voltando atrás da decisão depois de chegar a um acordo para adquirir 20% da New Country Network, relançando-a como uma versão canadense da CMT.

#### No Brasil
Em 1995, a CMT passa a ser transmitida no Brasil.

### Era CBS/Viacom: 1997-atualmente
Em 1997, tanto a CMT quanto a TNN foram vendidas à Westinghouse, então proprietária da CBS, por US$ 1,5 bilhão. A CBS, por sua vez, seria adquirida pela Viacom em 1999, assumindo a propriedade da CMT e da TNN e integrando as emissoras à MTV Networks. A TNN eliminaria gradualmente a programação country para evitar a sobreposição com a CMT, mudando seu nome para "The National Network" e depois se relançando completamente como Spike em 2003.
Apesar da diminuição da programação musical, a CMT experimentou ganhos de audiência significativos desde a sua aquisição. Em 2007, o canal estava disponível em mais de 83 milhões de lares.Em 4 de abril de 2012, a CMT anunciou sua primeira série animada para adultos, Bounty Hunters e Trinity 911, um mocumentário de 10 episódios. Trinity 911 foi posteriormente renomeado para Big Texas Heat e foi removido da programação após a exibição de quatro episódios.
Em 10 de junho de 2016, a CMT anunciou que iria assumir a série Nashville, originalmente exibida pela ABC, após o cancelamento original da série. A rede encomendou uma quinta temporada de 22 episódios.

#### Restruturação
Em 2017, como parte dos planos de reestruturação da Viacom, a CMT reposicionou seu foco de programação em reality shows. Como resultado, a sexta temporada de Nashville também foi a última.
Como parte de sua mudança de programação, a CMT anunciou em setembro de 2017 Music City, um reality show criado por Adam DiVello, produtor de The Hills e Laguna Beach. Situado em Nashville, Tennessee, o show apresenta Bryant Lowry, um baterista da banda pop de Nashville Jet Black Alley Cat. A série estreou em 1º de março de 2018.
Em 2019, a Viacom adquiriu a Pluto TV e lançou vários canais com a marca CMT, incluindo um canal focado em filmes do gênero Western (CMT Westerns) e um canal dedicado ao reality Dallas Cowboys Cheerleaders: Making the Team, que acompanha o processo de audição e a formação do time anual de líderes de torcida do Dallas Cowboys.